# Euploea felderi
Euploea felderi är en fjärilsart som beskrevs av Butler 1866. Euploea felderi ingår i släktet Euploea och familjen praktfjärilar. Inga underarter finns listade i Catalogue of Life.